# Soviete Supremo da Rússia
O Soviete Supremo da República Socialista Federativa Soviética da Rússia (ruso: Верховный Совет РСФСР, Verkhovnyi Soviet RSFSR), posteriormente conhecido como Soviete Supremo da Rússia, foi a instituição suprema de governo da RSFS da Rússia entre 1938 e 1990. A partir de 1990 e até 1993 fez, ainda, a função de Parlamento, eleito pelo Congresso dos Deputados do Povo da Rússia.  

## Estrutura
O Soviete Supremo da RSFS da Rússia foi estabelecido em 1938 seguindo o modelo estrutural do Soviete Supremo da União Soviética, por ordem do Comité Executivo Central da União Soviética, como máximo órgão do poder na Rússia. Aliás, em contraste com o resto das repúblicas que faziam parte da União Soviética, até 1990 a Rússia não possuiu um Partido Comunista próprio e, portanto, não existia um secretário geral do Partido, o que é importante na especial configuração Estado-Partido no seio da URSS.
O Soviete estava conformado por dois organismos: um Conselho dos Ministros e um Presidium, que tinha a função de direção do Soviete e estava formado por um grupo de deputados eleitos entre os demais. Por sua vez, entre os membros do Presidium, um era eleito Presidente, o que o tornava como líder de iure da RSFS da Rússia, embora até 1990 tivesse apenas poderes nominais. Ambas presidências, em qualquer caso, eram ocupadas por pessoas diferentes. 
O Soviete Supremo deixou de existir em 1993, na sequência da crise constitucional russa daquele ano e do colapso da União Soviética, e substituído pela Assembleia Federal da Rússia, com poderes menores do que o precedente.  

### Presidente do Soviete Supremo da RSFS da Rússia
| Name                           | Periodo                                      |
| ------------------------------ | -------------------------------------------- |
| Andrei Zhdanov                 | 15 de Julho de 1938 – 20 de Junho de 1947    |
| Mikhail Tarasov                | 20 de Junho de 1947 – 14 de Março de 1951    |
| Leonid Soloviov                | 14 de Março de 1951 – 23 de Março de 1955    |
| Ivan Goroshkin                 | 23 de Março de 1955 – 15 de Abril de 1959    |
| Vasili Prokhorov               | 15 de Abril de 1959 – 4 de Abril de 1963     |
| Vasili Krestianinov            | 4 de Abril de 1963 – 11 de Abril de 1967     |
| Mikhail Millionshchikov        | 11 de Abril de 1967 – 27 de Maio de 1973     |
| Vladimir Kotelnikov            | 30 de Julho de 1973 – 25 de Março de 1980    |
| Nikolai Gribachov              | 25 de Março de 1980 – 16 de Maio de 1990     |
| Boris Ieltsin                  | 29 de Maio de 1990 – 10 de Julho de 1991     |
| Ruslan Jasbulatov (em funções) | 10 de Julho de 1991 – 29 de Outubro de 1991  |
| Ruslan Jasbulatov              | 29 de Outubro de 1991 – 4 de Outubro de 1993 |

### Presidente do Presidium do Soviete Supremo da RSFS da Rússia
| Nombre                                                                         | Periodo                                         |
| ------------------------------------------------------------------------------ | ----------------------------------------------- |
| Aleksei Badeiev                                                                | 19 de Julho de 1938 – 4 de Março de 1944        |
| Iván Vlasov (em funções)                                                       | 9 de Abril de 1943 – 4 de Março de 1944         |
| Nikolai Shvernik                                                               | 4 de Março de 1944 – 25 de Junho de 1946        |
| Ivan Vlasov                                                                    | 25 de Junho de 1946 – 7 de Julho de 1950        |
| Mikhail Tarasov                                                                | 7 de Julho de 1950 – 16 de Abril de 1959        |
| Nikolai Ignatov                                                                | 16 de Abril de 1959 – 26 de Novembro de 1959    |
| Nikolai Organov                                                                | 26 de Novembro de 1959 – 20 de Dezembro de 1962 |
| Nikolai Ignatov                                                                | 20 de Dezembro de 1968 – 14 de Novembro de 1966 |
| Posto vacante (Exercem os vice-presidentes: Timofei Akhazov and Piotr Sisoiev) | 14 de Novembro de 1916 – 23 de Dezembro de 1966 |
| Mikhail Jasnov                                                                 | 23 de Dezembro de 1986 – 26 de Março de 1985    |
| Vladimir Orlov                                                                 | 26 de Março de 1986 – 3 de Outubro de 1988      |
| Vitali Vorotnikov                                                              | 3 de Outubro de 1983 – 29 de Maio de 1990       |